# Montsoreau
Montsoreau település Franciaországban, Maine-et-Loire megyében. Lakosainak száma 416 fő (2022. január 1.). Montsoreau Candes-Saint-Martin, Chouzé-sur-Loire, Fontevraud-l’Abbaye, Turquant és Varennes-sur-Loire községekkel határos.
A  Loire-völgye Sully-sur-Loire és Chalonnes közt 2000-ben az került fel a UNESCO Világörökségi listájára.

## Népesség
A település népességének változása:
| Lakosok száma | 746  | 986  | 921  | 655  | 515  | 432  | 503  | 494  | 446  | 416  |
|               | 1793 | 1836 | 1861 | 1886 | 1911 | 1936 | 1975 | 2010 | 2017 | 2022 |

## Éghajlat
| Hónap                                                            | Jan. | Feb. | Már. | Ápr. | Máj. | Jún. | Júl. | Aug. | Szep. | Okt. | Nov. | Dec. | Év   |
| ---------------------------------------------------------------- | ---- | ---- | ---- | ---- | ---- | ---- | ---- | ---- | ----- | ---- | ---- | ---- | ---- |
| Rekord max. hőmérséklet (°C)                                     | 16,9 | 20,8 | 23,7 | 29,2 | 31,8 | 36,7 | 37,5 | 39,8 | 34,5  | 29,0 | 22,3 | 18,5 | 39,8 |
| Átlagos max. hőmérséklet (°C)                                    | 11,1 | 12,1 | 15,1 | 17,4 | 22,5 | 27,0 | 26,4 | 27,2 | 21,6  | 19,9 | 12,7 | 9,2  | 18,6 |
| Átlaghőmérséklet (°C)                                            | 6,2  | 8,2  | 10,8 | 10,9 | 16,5 | 20,6 | 20,8 | 21,4 | 16,5  | 15,0 | 8,5  | 5,9  | 13,5 |
| Átlagos min. hőmérséklet (°C)                                    | 8,8  | 4,0  | 6,5  | 4,5  | 10,6 | 14,2 | 15,3 | 15,3 | 11,2  | 10,2 | 4,4  | 2,6  | 9,0  |
| Havi napsütéses órák száma                                       | 70   | 90   | 144  | 179  | 206  | 228  | 239  | 236  | 185   | 121  | 68   | 59   | 1825 |
| Napi napsütéses órák száma                                       | 2    | 3    | 5    | 6    | 7    | 8    | 8    | 8    | 6     | 4    | 2    | 2    | 5    |
| Forrás: Climatologie mensuelle à la station de Montreuil-Bellay. |      |      |      |      |      |      |      |      |       |      |      |      |      |